# Folsomia onychiuruna
Folsomia onychiuruna är en urinsektsart som först beskrevs av Denis 1931.  Folsomia onychiuruna ingår i släktet Folsomia och familjen Isotomidae. Inga underarter finns listade i Catalogue of Life.